# Coreana raphaelis
Coreana raphaelis — вид метеликів родини синявцеві, єдиний вид роду Coreana. Поширений у Східній Азії: Північно-Східному Китаї, північній частині Корейського півострова, Японії, на півдні Приморського краю РФ. Внесений до Червоної книги Росії як вид, чисельність якого скорочується.
У 2006 року був прочитаний мітохондріальний геном Coreana raphaelis.

## Підвиди
Відомо чотири підвиди:
- C. raphaelis flamen
- C. raphaelis ohruii
- C. raphaelis raphaelis
- C. raphaelis sixtina